# Alcis holophaearia
Alcis holophaearia là một loài bướm đêm trong họ Geometridae.